# Petit Le Mans 1998
Navigation
Édition suivante
Le Petit Le Mans 1998 est une épreuve organisée le 11 octobre 1998 sur le circuit de Road Atlanta. Bien que faisant partie du Championnat IMSA GT, elle est surtout la première course Petit Le Mans organisée par Don Panoz en vue de créer le championnat American Le Mans Series l'année suivante.
La course a été remportée par l'écurie Doyle-Risi Racing et par les pilotes Eric van de Poele, Wayne Taylor et Emmanuel Collard sur une Ferrari 333 SP.

## Contexte
Après la disparition du Championnat du monde des voitures de sport, plusieurs compétitions ont vu le jour sans grand succès mais Don Panoz va permettre la naissance d'un championnat sur des règles communes aux 24 Heures du Mans. Avec l'idée de créer un championnat mondial, l'Automobile Club de l'Ouest prête aussi son nom pour la création de cette course Petit Le Mans. Pour garantir le succès de cette course, une invitation aux 24 Heures du Mans 1999 est promise aux vainqueurs et elle est ouverte aux catégories du Championnat IMSA GT ce qui explique l'existence de sept catégories différentes.

## Résultats
Voici le classement officiel au terme de la course.
- Les vainqueurs de chaque catégorie sont signalés par un fond jauni.
- Pour la colonne Pneus, il faut passer le curseur au-dessus du modèle pour connaître le manufacturier de pneumatiques.

| Pos    | Cat   | N° | Équipe                              | Pilotes                                                    | Châssis                                     | Pneus | Tours |
| Pos    | Cat   | N° | Équipe                              | Pilotes                                                    | Moteur                                      | Pneus | Tours |
| ------ | ----- | -- | ----------------------------------- | ---------------------------------------------------------- | ------------------------------------------- | ----- | ----- |
| 1      | LMP1  | 7  | Doyle-Risi Racing                   | Eric van de Poele Wayne Taylor Emmanuel Collard            | Ferrari 333 SP                              | P     | 391   |
| 1      | LMP1  | 7  | Doyle-Risi Racing                   | Eric van de Poele Wayne Taylor Emmanuel Collard            | Ferrari F310E 4.0 L V12                     | P     | 391   |
| 2      | LMP1  | 77 | Porsche AG Joest Racing             | Michele Alboreto Stefan Johansson Jörg Müller              | Porsche LMP1-98                             | M     | 391   |
| 2      | LMP1  | 77 | Porsche AG Joest Racing             | Michele Alboreto Stefan Johansson Jörg Müller              | Porsche Type-935 3.2 L Turbo Flat-6         | M     | 391   |
| 3      | LMGT1 | 38 | Champion Motors                     | Thierry Boutsen Bob Wollek Ralf Kelleners                  | Porsche 911 GT1 Evo                         | M     | 381   |
| 3      | LMGT1 | 38 | Champion Motors                     | Thierry Boutsen Bob Wollek Ralf Kelleners                  | Porsche 3.2 L Turbo Flat-6                  | M     | 381   |
| 4      | WSC   | 8  | Transatlantic Racing Services       | Butch Leitzinger Scott Schubot Henry Camferdam             | Riley & Scott Mk III                        | D     | 378   |
| 4      | WSC   | 8  | Transatlantic Racing Services       | Butch Leitzinger Scott Schubot Henry Camferdam             | Ford 5.0 L V8                               | D     | 378   |
| 5      | WSC   | 88 | Dollahite Racing                    | Bill Dollahite Mike Davies Anthony Lazzaro                 | Ferrari 333 SP                              | Y     | 365   |
| 5      | WSC   | 88 | Dollahite Racing                    | Bill Dollahite Mike Davies Anthony Lazzaro                 | Ferrari F310E 4.0 L V12                     | Y     | 365   |
| 6      | LMP1  | 63 | AutoExe Motorsports Downing Atlanta | Yojiro Terada Jim Downing Howard Katz                      | AutoExe (Kudzu) AE99                        | G     | 349   |
| 6      | LMP1  | 63 | AutoExe Motorsports Downing Atlanta | Yojiro Terada Jim Downing Howard Katz                      | Mazda 2.6 L 4-Rotor                         | G     | 349   |
| 7      | LMGT2 | 81 | Freisinger Motorsport               | Michel Ligonnet Lance Stewart                              | Porsche 911 GT2                             | ?     | 337   |
| 7      | LMGT2 | 81 | Freisinger Motorsport               | Michel Ligonnet Lance Stewart                              | Porsche 3.6 L Turbo Flat-6                  | ?     | 337   |
| 8      | GT1   | 4  | Panoz Motorsports                   | Scott Pruett Éric Bernard Andy Wallace David Brabham       | Panoz Esperante GTR-1                       | M     | 335   |
| 8      | GT1   | 4  | Panoz Motorsports                   | Scott Pruett Éric Bernard Andy Wallace David Brabham       | Ford (Roush) 6.0 L V8                       | M     | 335   |
| 9      | GT3   | 76 | Team A.R.E.                         | Peter Argetsinger Richard Polidori Angelo Cilli            | Porsche 911 Carrera RSR                     | Y     | 335   |
| 9      | GT3   | 76 | Team A.R.E.                         | Peter Argetsinger Richard Polidori Angelo Cilli            | Porsche 3.8 L Flat-6                        | Y     | 335   |
| 10     | GT3   | 6  | Prototype Technology Group          | Ross Bentley Darren Law Jeff Schafer David Besnard         | BMW M3                                      | Y     | 328   |
| 10     | GT3   | 6  | Prototype Technology Group          | Ross Bentley Darren Law Jeff Schafer David Besnard         | BMW 3.2 L I6                                | Y     | 328   |
| 11     | LMGT2 | 72 | Konrad Motorsport                   | Franz Konrad Jan Lammers                                   | Porsche 911 GT2                             | D     | 322   |
| 11     | LMGT2 | 72 | Konrad Motorsport                   | Franz Konrad Jan Lammers                                   | Porsche 3.6 L Turbo Flat-6                  | D     | 322   |
| 12     | LMGT1 | 07 | Panoz Motorsports                   | Doc Bundy John Nielsen Christophe Tinseau                  | Panoz Esperante GTR-1 Q9                    | M     | 317   |
| 12     | LMGT1 | 07 | Panoz Motorsports                   | Doc Bundy John Nielsen Christophe Tinseau                  | Ford (Roush) 6.0 L V8 Zytek Hybrid Electric | M     | 317   |
| 13     | GT2   | 04 | CJ Motorsport                       | John Morton Ron Fellows John Graham                        | Porsche 911 GT2                             | ?     | 311   |
| 13     | GT2   | 04 | CJ Motorsport                       | John Morton Ron Fellows John Graham                        | Porsche 3.6 L Turbo Flat-6                  | ?     | 311   |
| 14     | LMGT2 | 00 | Larbre Compétition                  | Patrice Goueslard Stéphane Ortelli Jack Leconte            | Porsche 911 GT2                             | M     | 311   |
| 14     | LMGT2 | 00 | Larbre Compétition                  | Patrice Goueslard Stéphane Ortelli Jack Leconte            | Porsche 3.6 L Turbo Flat-6                  | M     | 311   |
| 15     | GT2   | 75 | Cameron Worth                       | Cameron Worth Scott Sansone                                | Mazda RX-7                                  | ?     | 294   |
| 15     | GT2   | 75 | Cameron Worth                       | Cameron Worth Scott Sansone                                | Mazda 2.0 L 3-Rotor                         | ?     | 294   |
| 16     | GT3   | 1  | Prototype Technology Group          | Peter Cunningham Brian Simo Terry Borcheller Javier Quiros | BMW M3                                      | Y     | 289   |
| 16     | GT3   | 1  | Prototype Technology Group          | Peter Cunningham Brian Simo Terry Borcheller Javier Quiros | BMW 3.2 L I6                                | Y     | 289   |
| 17 DNF | GT3   | 10 | Prototype Technology Group          | Bill Auberlen Mark Simo Andy Pilgrim                       | BMW M3                                      | Y     | 281   |
| 17 DNF | GT3   | 10 | Prototype Technology Group          | Bill Auberlen Mark Simo Andy Pilgrim                       | BMW 3.2 L I6                                | Y     | 281   |
| 18 DNF | WSC   | 39 | Matthews-Colucci Racing             | David Murry Jim Matthews Hurley Haywood                    | Riley & Scott Mk III                        | P     | 273   |
| 18 DNF | WSC   | 39 | Matthews-Colucci Racing             | David Murry Jim Matthews Hurley Haywood                    | Ford 5.0 L V8                               | P     | 273   |
| 19     | GT3   | 86 | G&W Motorsport                      | Steve Marshall Danny Marshall Sylvain Tremblay             | Porsche 911 Carrera RSR                     | ?     | 271   |
| 19     | GT3   | 86 | G&W Motorsport                      | Steve Marshall Danny Marshall Sylvain Tremblay             | Porsche 3.8 L Flat-6                        | ?     | 271   |
| 20 DNF | LMGT1 | 26 | Porsche AG                          | Allan McNish Uwe Alzen Yannick Dalmas                      | Porsche 911 GT1-98                          | M     | 235   |
| 20 DNF | LMGT1 | 26 | Porsche AG                          | Allan McNish Uwe Alzen Yannick Dalmas                      | Porsche 3.2 L Turbo Flat-6                  | M     | 235   |
| 21 DNF | WSC   | 28 | Intersport Racing                   | Jon Field Jeret Schroeder Joaquin DeSoto John Mirro        | Riley & Scott Mk III                        | G     | 229   |
| 21 DNF | WSC   | 28 | Intersport Racing                   | Jon Field Jeret Schroeder Joaquin DeSoto John Mirro        | Ford 5.0 L V8                               | G     | 229   |
| 22 DNF | LMGT2 | 73 | Konrad Motorsport                   | Angelo Zadra Peter Kitchak Charles Slater                  | Porsche 911 GT2                             | D     | 157   |
| 22 DNF | LMGT2 | 73 | Konrad Motorsport                   | Angelo Zadra Peter Kitchak Charles Slater                  | Porsche 3.6 L Turbo Flat-6                  | D     | 157   |
| 23 DNF | GT3   | 12 | T.C. Kline                          | Randy Pobst Pete Halsmer Shane Lewis                       | BMW M3                                      | ?     | 96    |
| 23 DNF | GT3   | 12 | T.C. Kline                          | Randy Pobst Pete Halsmer Shane Lewis                       | BMW 3.2 L I6                                | ?     | 96    |
| 24 DNF | GT3   | 96 | Team Ecuador                        | Henry Taleb Xavier Collado Rob Wilson                      | Nissan 240SX                                | Y     | 63    |
| 24 DNF | GT3   | 96 | Team Ecuador                        | Henry Taleb Xavier Collado Rob Wilson                      | Nissan 2.4 L I4                             | Y     | 63    |
| 25 DNF | WSC   | 27 | Doran Enterprises                   | Didier Theys Fredy Lienhard Mauro Baldi                    | Ferrari 333 SP                              | Y     | 59    |
| 25 DNF | WSC   | 27 | Doran Enterprises                   | Didier Theys Fredy Lienhard Mauro Baldi                    | Ferrari F310E 4.0 L V12                     | Y     | 59    |
| 26 DNF | GT2   | 68 | Charles Coker Jr.                   | Charles Coker Jr. Joe Varde Joe Foster Dave White          | Porsche 968 Turbo RS                        | P     | 50    |
| 26 DNF | GT2   | 68 | Charles Coker Jr.                   | Charles Coker Jr. Joe Varde Joe Foster Dave White          | Porsche 3.0 L Turbo I4                      | P     | 50    |
| 27 DNF | LMGT2 | 59 | Marcos Racing International         | Cor Euser Christian Vann Harald Becker                     | Marcos Mantara LM600                        | ?     | 49    |
| 27 DNF | LMGT2 | 59 | Marcos Racing International         | Cor Euser Christian Vann Harald Becker                     | Chevrolet 6.0 L V8                          | ?     | 49    |
| 28 DNF | WSC   | 29 | Intersport Racing                   | Sam Brown Ken Dromm Simon Gregg Jacek Mucha                | Riley & Scott Mk III                        | G     | 31    |
| 28 DNF | WSC   | 29 | Intersport Racing                   | Sam Brown Ken Dromm Simon Gregg Jacek Mucha                | Ford 5.0 L V8                               | G     | 31    |
| 29 DNF | GT3   | 23 | Alex Job Racing                     | Kelly Collins Darryl Havens Cort Wagner                    | Porsche 911 Carrera RSR                     | P     | 0     |
| 29 DNF | GT3   | 23 | Alex Job Racing                     | Kelly Collins Darryl Havens Cort Wagner                    | Porsche 3.8 L Flat-6                        | P     | 0     |
| DNS    | GT1   | 5  | Panoz Motorsports                   | Johnny O'Connell Jamie Davies Éric Bernard                 | Panoz Esperante GTR-1                       | M     | -     |
| DNS    | GT1   | 5  | Panoz Motorsports                   | Johnny O'Connell Jamie Davies Éric Bernard                 | Ford (Roush) 6.0 L V8                       | M     | -     |
| DNS    | LMP1  | 21 | Solution F                          | Philippe Gache Anthony Beltoise Jérôme Policand            | Riley & Scott Mk III                        | P     | -     |
| DNS    | LMP1  | 21 | Solution F                          | Philippe Gache Anthony Beltoise Jérôme Policand            | Ford 5.0 L V8                               | P     | -     |

## Statistiques
- Pole position : no 26 - Porsche AG en 1 min 13 s 754
- Vitesse moyenne : 164,62 km/h